# Männerrechtsbewegung
Als Männerrechtsbewegung (englisch men’s rights movement, MRM) wird eine in den 1970er Jahren in Nordamerika aus einem Flügel der so genannten Men’s Liberation Männerbewegung entstandene Strömung bezeichnet. Während die Men’s Liberation-Bewegung profeministisch eingestellt ist, vertritt die Männerrechtsbewegung antifeministische bis frauenfeindliche Positionen. Sie wird größtenteils als Gegenreaktion zum Feminismus aufgefasst. Der Perspektive der Männerrechtsbewegung liegt die Annahme zugrunde, dass Männer zahlreichen gesellschaftlich nicht ausreichend anerkannten Ungerechtigkeiten in rechtlicher, sozialer und psychologischer Hinsicht unterworfen seien.

## Historischer Überblick

### Antifeministische Bewegungen zu Beginn des 20. Jahrhunderts
Antifeministische Ideologien und Organisationen bildeten sich in Europa und den USA zu Beginn des zwanzigsten Jahrhunderts als Reaktion auf Emanzipationsforderungen und die im späten 19. Jahrhundert entstandene Frauenbewegung. Sie formierten sich vor allem in Bewegungen, die etwa gegen das Frauenwahlrecht oder das Frauenstudium kämpften und die traditionelle Rolle des weiblichen Geschlechts festschreiben wollten. Die frühen antifeministischen Männer- und Väterrechtsgruppen in den USA im späten 19. und frühen 20. Jahrhundert weisen Parallelen zu der Männerrechtsbewegung ab den 1970er Jahren auf.

### Männerrechtsbewegung im Wien der Zwischenkriegszeit
Nach der Niederlage im Ersten Weltkrieg kam in der deutschen und österreichischen Gesellschaft die Rede von einer „Krise der Männlichkeit“ auf. Schlüsselkomponente dieser „Krise“ war die Frauenerwerbstätigkeit. 1919 wurde in Österreich ein Gesetz erlassen, wonach Frauen bestimmte Arbeitsstellen zu verlassen hatten, um den aus dem Krieg heimgekehrten Männern Platz zu machen und eine „gesunde Ordnung“ wiederherzustellen. In den 1920er Jahren entstanden verschiedene antiemanzipatorische Männerbünde. Der bekannteste ist der Bund für Männerrechte, der 1926 in Wien gegründet wurde und in dem sich Männer aller Konfessionen vorwiegend aus der Mittelschicht befanden. Ein konkreter Anlass war das 1925 verabschiedete Bundesgesetz zum Schutz des gesetzlichen Unterhaltsanspruches. Die Männerrechtler sahen sich als Kämpfer gegen eine „auf die Spitze getriebene Emanzipation“, beklagten die „Verkümmerung des Vaterrechts“ und beschworen die Schreckensvison eines „Weiberstaates“ herauf. Neben der Angst, von Frauen von ihren Arbeitsplätzen verdrängt zu werden, konzentrierten sie ihren Kampf gegen die Unterhaltszahlung an geschiedene Ehefrauen und ledige Kinder. Ihre Ideen verbreiteten die Männerrechtler ab 1929 in mehreren Zeitschriften mit Titeln wie Notwehr und Männerrechtler-Zeitung, in denen die „Versklavung der Männer durch feministische Gesetze“ beklagt und gegen „die Frau im Berufsleben“ zu Felde gezogen wurde. Ab 1933 wurden unter dem Austrofaschismus Forderungen, die die antifeministischen Männerrechtler gestellt hatten, auf breiter gesellschaftlicher Basis umgesetzt.

### Vorläufer der Männerrechtsbewegung in den USA
Ende der 1960er Jahre traten in den USA Aktivisten in Erscheinung, die Männerrechte und Väterrechte forderten. Eine Gruppe, die 1960 als Divorce Racket Busters (dt. etwa: „Scheidungsbetrügereien-Enthüller“) von zwei Männern gegründet wurde und sich 1961 in United States Divorce Reform umbenannte, versuchte die ihrer Meinung nach Männer benachteiligenden Scheidungsgesetze in Kalifornien zu ändern. Als die Scheidungsraten in den späten 1960er Jahren weiterhin anstiegen, verbreiteten sich die „Scheidungsreformer“ im ganzen Land. Einer ihrer Wortführer, Charles V. Metz, argumentierte in seinem Manifest Divorce and custody for men (Scheidung und Sorgerecht für Männer) von 1968, Männer hätten ihre Autorität ungerechtfertigt den Frauen überlassen. Richard Doyle, der die Bewegung weiter anstieß und zahlreiche Organisationen gründete, behauptete in seinem Buch The Rape of the Male Männer litten in den Händen von Frauen mehr als Metz es beschrieben hatte. Viele der unter dem Begriff Fathers' Rights entstandenen Gruppen argumentierten nun, der Feminismus habe die traditionelle Kernfamilie zerstört, indem er Frauen ermutige, ihre Ehemänner zu verlassen und nach Selbstverwirklichung zu streben.

### Beginn der deutschen Männerrechtsbewegung in den 1970er Jahren
In den 1970er Jahren entwickelte sich auch im deutschsprachigen Raum eine neue Form des organisierten Antifeminismus: die maskulinistische Bewegung oder der „Maskulinismus“. Maskulinismus machte geltend, dass die Lösung von Problemen der Männer darin bestünde, den Einfluss des Feminismus zurückzuweisen und Männlichkeit aufzuwerten. Die antifeministische Männerrechts- und Väterbewegung im deutschsprachigen und englischsprachigen Raum reklamierte in weiten Teilen die männliche Dominanz und rekonstruiert männliche Hegemonie. Dies geschah als Protest gegen die vermeintliche Benachteiligung von Männern durch Einforderung von Männerrechten. „Maskulismus“ (laut Walter Krämer, dem 1. Vorsitzenden des Vereins Deutscher Sprache, ein „männlicher Standpunkt in der Geschlechterdebatte“) als Selbstbezeichnung antifeministischer Männerrechtler definiert Michail A. Xenos (Savvakis) „als ‚vollkommene […] Abweisung‘ der Anliegen des Feminismus“.

### Männerrechtsbewegung im 21. Jahrhundert
Mit der zunehmenden Popularität des Internets organisierte sich auch die Männerrechtsbewegung im Netz in der sogenannten Manosphere. Einer Analyse einschlägiger englischsprachiger Internet-Communities aus dem Jahre 2020 zufolge ist in den letzten Jahren dort aber die Zahl an klassischen Männerrechtsaktivisten gesunken, während radikalere antifeministische Strömungen wie Incels oder MGTOWs stärkeren Zulauf erfahren.

## Männerrechtsbewegung im englischsprachigen Raum
In den Vereinigten Staaten entstand die Männerrechtsbewegung aus der Men’s Liberation Movement, die ihrerseits eine Reaktion auf die zweite Welle der Frauenbewegung war. Frühe Anführer des Men’s Liberation Movement räumten ein, dass Männer institutionelle Macht haben, betonten aber gleichzeitig den Preis, mit dem eine bestimmte Konstruktion von Männlichkeit verbunden sei. Sie nutzten die später vielfach kritisierte „sex role theory“ als wichtigstes diskursives Mittel. So wurde insbesondere dahingehend argumentiert, dass die männliche Geschlechterrolle mit genauso negativen Folgen für Männer verbunden sei wie die weibliche Geschlechterrolle für Frauen. Mitte bis Ende 1970er Jahre spaltete sich die Men’s Liberation Movement in zwei Lager auf. Einerseits entstand eine antifeministische Männerrechtsbewegung, andererseits eine profeministische Männerbewegung.

### Vertreter und Organisationen

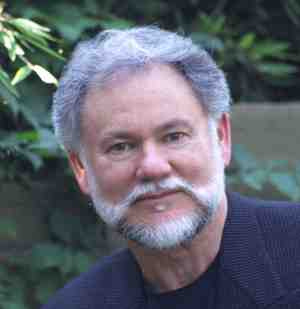
Warren Farrell

Warren Farrell, einer der bedeutendsten Vertreter der Männerrechtsbewegung, artikulierte in seinem Buch The Myth of Male Power (1993) die Grundlagen des Männerrechtsdiskurses. Herb Goldbergs Text The Hazards of Being Male: Surviving the Myth of Masculine Privilege (1976) übernahm eine ähnlich kanonische Rolle innerhalb der Bewegung. Waren Goldberg und insbesondere Farrell Mitte der 1970er ideologisch noch in der Men’s Liberation Movement angesiedelt, so brachen sie Ende der 70er und Anfang der 80er mit dieser Tradition und formulierten zunehmend ihren eigenen Diskurs in Form eines antifeministischen Backlash. Weitere wichtige Vertreter der Männerrechtsbewegung sind Richard Doyle, Autor von The Rape of the Male (1976) sowie der Playboy-Kolumnist Asa Baber, ein langjähriger Aktivist, dessen Artikel über Männer ein wichtiges Sprachrohr der Männerrechtsbewegung bilden.
Bereits in den 1960ern begannen Gruppen mit einem Fokus auf Männerrechte, sich in Ablehnung zu den damaligen Sorgerechtsregelungen und Scheidungsreformen zu positionieren. Im Laufe der 70er weiteten diese Gruppen ihr Vorhaben aus und entwickelten einen eigenen Diskurs über Geschlechterverhältnisse. 1975 gründete Richard Doyle die Men’s Rights Association, die später in Men’s Defence Association umbenannt wurde. 1977 entstand in den USA die Organisation Men’s Rights, Inc. und drei Jahre später wurde, inspiriert durch Herb Goldberg, die Coalition of Free Men gegründet. In den 1980ern schlossen sich diese beiden Vereine mit Väterrechtsorganisationen zusammen und bildeten eine Dachorganisation, den National Congress for Men. In der australischen Parlamentswahl 1998 traten zwei politische Parteien in Erscheinung, die sich explizit für Männerrechte einsetzten, die Parteien Family Law Reform Party und Abolish Child Support Party. Diese Parteien bestanden bis 2001. Die 2002 in Großbritannien gegründete Aktionsgruppe Fathers 4 Justice agiert heute weltweit und mit teilweise militanten Mitteln.
Paul Elam, Gründer und Betreiber des Forums A Voice for Men (AVFM), gilt heute als einer der zentralen Figuren der englischsprachigen Männerrechtsszene. Er bezeichnet die 2009 gegründete Plattform als die „zweite Welle“ der Männerrechtsbewegung, die neue Zielgruppen erschließen solle. Elam bloggte unter dem Namen „The Happy Misogynist“ und wurde für seine aggressive Rhetorik und aggressive Taktiken kritisiert, die er jedoch als notwendig ansieht und befürwortet, um ein Bewusstsein für die Sorgen der Männer zu schaffen, und als einen Akt der Selbsterhaltung rechtfertigt. Er schrieb mitunter Artikel, nach eigenen Aussagen als Satire, in denen er sich für Gewalt gegen Frauen ausspricht. Elam ist darüber hinaus Mitglied der National Coalition for Men und gilt als enger Freund und Schützling Warren Farrells.
Als prominenter Anwalt der Männerrechtsbewegung galt Marc Angelucci, der auch Mitgründer der National Coalition for Men war. Er führte ehrenamtlich Gerichtsverfahren und forderte in diesen z. B., dass Frauenhäuser auch Männer aufnehmen müssten und dass Frauen auch zum Wehrdienst verpflichtet werden sollten. 2020 wurde Angelucci ermordet, als Tatverdächtiger gilt Roy Den Hollander. Den Hollander, ein sich selbstbezeichnender „anti-feministischer Anwalt“, gehörte bis 2015 der Organisation National Congress for Men an, wurde jedoch aus dieser ausgeschlossen, nachdem er deren Vorsitzenden bedroht hatte. Den Hollander ermordete ebenfalls 2020 den Sohn der US-amerikanischen Bundesrichterin Esther Salas aus misogynen Motiven.
Zu den Unterstützern der Männerrechtsbewegung gehört ferner die britische Familienaktivistin Erin Pizzey. Sie gründete 1971 das erste Frauenhaus in London und gilt als bedeutende Pionierin der Frauenbewegung, war jedoch auch besorgt, dass der Feminismus Frauen dazu anhalten würde, sich als Opfer zu sehen. Sie nahm später eine kritische Haltung zu den Frauenbewegungen des Mainstreams ein, die Männer als Feinde betrachten und ihr eigenes Vermögen zu Gewalt herunterspielen würden. Sie schrieb später auch Beiträge für A Voice for Men. In Großbritannien wurde Pizzeys öffentliche Unterstützung der Männerrechtsbewegung kontrovers aufgenommen. Pizzey bezeichnete den Feminismus als „evil empire“ (dt. „Reich des Bösen“), als dessen Vertreterin sie unter anderem Hillary Clinton sieht.

### Positionen
Die Männerrechtsbewegung lässt sich in zwei Flügel aufteilen. Einer davon ist anerkanntermaßen gegen den Feminismus gerichtet und attackiert und denunziert diesen scharf. Vertreter dieser Bewegung positionieren sich konservativ, vertreten traditionelle Männerbilder und bezeichnen Männer als die wahren Opfer der Gesellschaft. Ein anderer Flügel der Männerrechtsbewegung, der aus den Schriften von Warren Farrell und Aaron Kipnis entstand, schreibt sich die Bezeichnung „Geschlechterversöhnung“ zu und vertritt die Auffassung, dass sowohl Männer als auch Frauen in jeweils unterschiedlichen Bereichen benachteiligt und machtlos seien und fordern die Anerkennung der gegenseitigen Benachteiligungen.
Männerrechtler bestreiten die Idee, dass Männer als Gruppe institutionelle Macht und Privilegien besitzen, und gehen stattdessen von einem Gynozentrismus aus, das heißt die Gesellschaft hätte sich historisch entlang der Bedürfnisse von Frauen und Weiblichkeit entwickelt. Ferner seien Männer aufgrund dieser Strukturen unterdrückt und einer in der Gesellschaft verankerten Misandrie ausgesetzt, der durch Feminismus verstärkt werde. In ihrer Argumentation eignen sich Männerrechtler häufig feministische Narrative und die Narrative der amerikanischen Bürgerrechtsbewegung an. Laut der Journalistin Susanne Kaiser handelt es sich dabei um eine Täter-Opfer-Umkehr.
Männerrechtsgruppen behaupten, dass die Frauenbewegung nicht an den Problemen von Männern interessiert sei. Sie sind der Ansicht, dass die Frauenbewegung „zu weit“ gegangen sei und Männern geschadet habe. Einige Anhänger der Bewegung erachteten den Feminismus als eine Verschwörung, die Diskriminierung gegen Männer zu verschleiern oder Männer zu unterdrücken versuche oder sind der Auffassung, dass Gesellschaft und Staat durch die Frauenbewegung „feminisiert“ worden seien.
Bildung und Gesundheit
Beim Thema Schulbildung sehen Männerrechtsaktivisten eine Benachteiligung von Jungen in bestimmten Disziplinen. Sie verweisen auf PISA-Studien (z. B. aus dem Jahre 2009), wonach Jungen in Lesekompetenz Mädchen um ein Jahr zurückliegen würden. Bei der universitären Bildung beklagen sie, dass Frauen nun die Mehrheit der Studierenden ausmache. Nach Ansicht der Männerrechtsaktivisten würde diese Art der Benachteiligung zu wenig Beachtung erfahren. Viele Maskulinisten fordern das Verbot koedukativer Schulen, da sie Jungen schaden würden.
Die im Vergleich zu Frauen kürzere Lebenserwartung und höhere Suizidrate von Männern wird innerhalb der Bewegung auf das Fehlen einer männerspezifischen staatlichen Gesundheitsvorsorge und auf männerfeindliche Haltungen im Gesundheitssystem zurückgeführt. Der Aktivismus für eine bessere Gesundheitsversorgung von Männern innerhalb der Männerrechtsbewegung (insbesondere in Australien) ist allerdings von der wissenschaftlichen Evidenz zum Thema Männergesundheit losgelöst und bedient sich häufig eines pseudo-wissenschaftlichen Vokabulars.
Väterrechte
Von Beginn an standen Väterrechte im Fokus der Männerrechtsgruppen. Sie argumentieren mit einer Benachteiligung von Männern im Ehe-, Scheidungs- und Sorgerecht und fordern beispielsweise ein verpflichtendes gemeinsames Sorgerecht für beide Elternteile, sofern beide dazu bereit und fähig sind.
In ihrem Diskurs verwenden Anhänger der Männerrechtsbewegung und auch der Väterrechtsbewegung Appelle nach „gleichen Rechten für Väter“.
Häusliche Gewalt und Strafverfolgung
Männerrechtsaktivisten argumentieren oftmals auf der Basis bestimmter Studien, etwa derer des Soziologieprofessors Murray Straus, dass häusliche Gewalt genauso häufig von Frauen wie Männern ausgehe, und dass das Justizsystem falsche Anschuldigungen von Frauen zu leicht akzeptiere. Einige Männerrechtsgruppen versuchen, Gesetze zum Schutze misshandelter Frauen zu kippen, da es diskriminierend sei, bloß Frauen vor häuslicher Gewalt zu schützen. Forscher widersprechen allerdings der Annahme: Auch wenn Männer durchaus Opfer häuslicher Gewalt werden können, gebe es keine Symmetrie durch weibliche und männliche Täter. Ferner wird der Interpretation der Männerrechtler widersprochen, wonach Schutz vor häuslicher Gewalt ein Nullsummenspiel sei und ein Schutz von Frauen gleichzeitig den Schutz von Männern ausschließe.
Molly Dragiewicz, die zum Thema häusliche Gewalt forscht, kritisiert, dass sich die Männerrechtler auf Frames wie das Leugnen, Kleinreden und Entschuldigen häuslicher Gewalt stützen, welche auch von Gewalttätern selbst zur Rechtfertigung ihrer Taten herangezogen würden. Das Problem häuslicher Gewalt wird individualisiert und depolitisiert.
Paul Elam betrieb eine Seite, die einer Kampagnenseite von White Ribbon gegen häusliche Gewalt nachgebildet war, aber Spenden für A Voice for Men sammelte. Elam kritisierte, dass häusliche Gewalt von White Ribbon als allein gegen Frauen gerichtet dargestellt würde, und veröffentlichte auf der Seite, was er als „Wahrheit über häusliche Gewalt“ ansieht. Der Seite wurde von Journalisten vorgeworfen, misogyne Statements zu verbreiten.
Die Tatsache, dass Männer Studien zufolge für die gleichen Verbrechen im Schnitt 60 % längere Gefängnisstrafen als Frauen bekommen und dass die überwiegende Mehrheit der Gefängnisinsassen Männer seien, sehen Männerrechtsaktivisten als Diskriminierung gegenüber Männern an.
Vergewaltigungen und sexueller Missbrauch
Männerrechtsaktivisten sehen ein signifikantes Problem durch falsche Anschuldigungen wegen Vergewaltigung und sexuellen Missbrauchs. Sie behaupten, dies habe verheerende Folgen für Männer wie einen lebenslang beschädigten Ruf und fordern Schutz vor diesen negativen Konsequenzen. Männerrechtler kritisieren, durch die von Feministen in den Fokus gerückte Rhetorik der Rape Culture würden Männer unter Generalverdacht gestellt. Zu diesem Thema publizieren Männerrechtsorganisationen im Internet und veranstalten Gesprächsrunden an Universitäten. Manche Journalisten sehen im Fokus auf Vergewaltigungen einen Versuch, vor allem junge Männer anzusprechen und zu mobilisieren, indem deren Verunsicherung in Bezug auf sich wandelnde Geschlechterrollen und einvernehmlichen Sex genutzt wird. Paul Elam schrieb viele Artikel über falsche Anschuldigungen wegen Vergewaltigung und gab an, er würde als Mitglied einer Jury deshalb unabhängig von der Faktenlage keinen der Vergewaltigung beschuldigten Mann verurteilen. In einem weiteren Blogbeitrag, den er selbst im Nachhinein als Satire darstellte, schrieb er, Frauen, die mit Männern ausgehen, Drinks von ihnen annehmen, ihnen ins Appartement folgen und schließlich das Opfer einer Vergewaltigung werden, würden darum „betteln“, vergewaltigt zu werden. Mit dieser Satire habe er auf die Unmöglichkeit, für Selbstschutz zu werben, ohne des Täter-Opfer-Umkehr beschuldigt zu werden, aufmerksam machen wollen. Viele Männerrechtsaktivisten versuchen auch, eine sehr enge Definition von Vergewaltigung anzulegen, um ihre These von der Allgegenwärtigkeit falscher Vergewaltigungsanschuldigungen zu belegen. Bei Sex mit betrunkenen Frauen, die dazu nicht eingewilligt haben, oder Übergriffen, bei denen keine physische Gewalt eingesetzt worden sei, handele es sich nicht um Vergewaltigungen.
Männerrechtsgruppen in den USA waren stark in die von Bildungsministerin Betsy DeVos angestoßene Reform des Antidiskriminierungsgesetzes Title IX für Universitäten involviert, welche unter anderem die Zuständigkeiten der Universitäten bei außeruniversitären Fällen beschränkt und Meldepflichten aufhebt. Aus Sicht mancher Experten könne dies negative Folgen für die Opfer sexueller Gewalt an US-amerikanischen Universitäten haben. Die beteiligten Männerrechtler argumentieren dagegen mit einer Welle falscher Vergewaltigungsanschuldigungen, die sie begrenzt sehen wollen. Sie zitieren dazu eine Studie aus dem Jahre 1994, die von einem Anteil von 40 % falscher Anschuldigungen spricht. Die Methodik der Studie ist jedoch umstritten. Laut Jody Raphael von der DePaul University verwenden die Männerrechtler falsche oder falsch interpretierte Zahlen. Der Anteil falscher Anschuldigungen wird von anderen Studien auf 2 bis 8 Prozent eingeschätzt.
Einige Männer- und Väterrechtler glauben, dass es in einer Ehe keine Vergewaltigung geben könne, da die Einwilligung zum Geschlechtsverkehr Teil des Ehebündnisses sei. Teile der Männerrechtsbewegung setzen sich für eine weitestgehende Dekriminalisierung von Sex mit Minderjährigen ein.
Wehrdienst
Eine in den USA bestehende Registrierungspflicht junger Männer für das Militär und die mögliche Einberufung als Soldat im Krisenfall (Selective Service System) wird von Männerrechtlern als Diskriminierung gegenüber Männern kritisiert. Hierbei handelt es sich laut Bethany M. Coston und Michael Kimmel in der Tat um eine Benachteiligung von Männern, die auf veralteten Geschlechterstereotypen basiere. Allerdings wollen Männerrechtler durch Verfassungsklagen auch Frauen zur Registrierung für das Militär zwingen, anstatt die Registrierungspflicht an sich zu hinterfragen. Die Journalistin Kathi Valeii kritisiert dies als Zeichen dafür, dass die Männerrechtler, anstatt das Leben für Männer zu verbessern, das Leben für Frauen verschlechtern wollen.
Weitere Themen
Einige Männerrechtsaktivisten sind der Ansicht, dass Männer die wahren Opfer von Pornographie und sexistischen Darstellungen in den Medien seien.

### Soziostrukturelle Zusammensetzung
Sarah Maddison nennt als wahrscheinliche Hauptmotivation für die Mitgliedschaft in einer Männerrechtsorganisation den auf das Ende einer Partnerschaft folgenden Schmerz und Ärger sowie die Auswirkungen auf die Beziehung des Mannes zu seinen Kindern. Danach erlebten Männerrechtsaktivisten üblicherweise eine Krise in ihrem Privatleben, die sie dann als ein Beispiel gesellschaftlicher, auf Männer und Maskulinität von außen einwirkender Kräfte verstünden. Die Mitgliedschaft in Männerrechtsgruppen ist insbesondere für geschiedene Väter attraktiv, die sich durch das Familiengericht ungerecht behandelt fühlen und in diesen Gruppen ein Ventil für ihren Ärger und ihr Gefühl der Ungerechtigkeit sehen. Die Mitglieder der Männer- und Väterrechtsbewegung, die von einigen als Teil der Männerrechtsbewegung angesehen wird, sind überwiegend weiße, heterosexuelle Männer aus der Mittelschicht. Männer und Väter aus der Arbeiterklasse, die besonders von rückläufigen wirtschaftlichen Möglichkeiten betroffen sind bei gleichzeitig nach wie vor existierendem Stereotyp des männlichen Familienernährers, und die zusätzlich institutionelle Barrieren erleben bei ihrem Wunsch, mehr Zeit mit ihren Kindern zu verbringen, machen trotz dieser Umstände noch nicht den Großteil der Männerrechtsbewegung aus. Allerdings sei es durchaus möglich, so Michael Messmer 2020, dass ein Teil dieser Männer künftig verstärkt für die Rhetorik der Männerrechtsbewegung empfänglich sein könnte, falls das derzeitige Wirtschafts- und Justizsystem nicht geändert werde, das einen großen Teil der insbesondere jüngeren Männer auf vielfache Weise als ersetzbar und entbehrlich behandele.
Der Frauenanteil bei Väterrechtsgruppen liegt laut einer kanadischen Untersuchung aus 1993 und einer US-amerikanischen Studie aus 2006 bei etwa 15 %. In der Bewegung aktive Frauen werden innerhalb von Männerrechtsgruppen als „feMRA“ (female Men’s Rights Activists) oder, in Anlehnung als ein bekanntes Youtube-Video als „Honey Badgers“ bezeichnet. Die Existenz der feMRAs wird in der Szene als Beweis dafür gesehen, dass die Szene sich nicht gegen Frauen richte und Frauen sollen Aussagen Legitimation verschaffen, die aus dem Mund von Männern als deutlich anstößiger wahrgenommen würden.

### Beziehung zu anderen Strömungen
Aus der Männerrechtsbewegung der 1970er und 80er Jahre entstand die Väterrechtsbewegung. Obwohl Männerrechtsgruppen verschiedene Veränderungen anstreben, ist das Thema „Väterrechte“ ein zentraler Aspekt in ihrem Programm. Es sind hauptsächlich geschiedene Väter, die sich um „Männerrechte“ organisieren, und die Männer- und die Väterrechtsbewegung sind in vielfältiger Weise nicht voneinander zu unterscheiden. Die Väterrechtsbewegung könnte aus diesem Grund als ein Teil der Männerrechtsbewegung angesehen werden.
Die profeministische Männerbewegung positionierte sich Anfang der 1980er Jahre deutlich gegen die Männerrechtsbewegung und wirft ihr vor, männliche Privilegien zu verteidigen. Eine Studie in den USA ergab, dass Vertreter der Männerrechtsbewegung eine negative Sicht auf die profeministische Männerbewegung haben und gleichgültig gegenüber der mythopoetischen Männerbewegung sind. Häufig wird der profeministischen Männerbewegung von anderen Strömungen der Männerbewegung vorgeworfen, sie seien Verräter ihres Geschlechts, Selbsthasser und keine „echten“ Männer.
Männerrechtsgruppen werden in den USA häufig mit religiöser, insbesondere christlicher Glaubenslehre assoziiert. Eine Untersuchung des Diskurses in amerikanischen Männerrechtlerforen fand, dass die Mitglieder häufig auf religiöse Rhetorik zurückgreifen und ihre Befürwortung der traditionellen Stellung von Männern und Vätern in der Gesellschaft und Familie zum Beispiel mit Verweisen auf die Bibel legitimieren.
In den 1970ern bildete die Männerrechtsbewegung Bünde mit konservativen Männergruppen, die zwar ebenfalls antifeministisch eingestellt waren, die jedoch an der traditionellen, männlichen Geschlechterrolle des Familienoberhaupts und Geldverdieners festhielten. Da Teile der Männerrechtsbewegung zu diesem Zeitpunkt noch der Meinung waren, dass die traditionelle männliche Rolle schädlich für Männer sei, nahmen diese beiden Gruppierungen Abstand voneinander, bis sie in den 1990ern wieder zueinander fanden, nachdem die Männerrechtsbewegung einen ideologischen Wandel vollzog und traditionelle Männlichkeit mit einem Fokus auf das Vatersein unterstützte. Nach dem Wiederaufleben des Neokonservatismus in den USA gingen Teile der Männerrechtsgruppen in konservative Gruppen, die sich ebenfalls gegen den Feminismus positionierten, über oder wurden von ihnen verdrängt. In den Vereinigten Staaten greifen neokonservative Medien die Argumente der Männerrechtsbewegung häufig auf und es bestehen ideologische Überschneidungen zwischen dem amerikanischen Neokonservatismus und der Männerrechtsbewegung.
Zusammen mit Incel, MGTOW und Pick-Up Artists, die in Online-Foren und sozialen Medien den Feminismus verachten, wird die Männerrechtsbewegung mitunter zur Manosphere gezählt. Der Ausdruck Men’s Rights Activist wird gelegentlich synonym zu diesen gebraucht, jedoch kann zwischen diesen Gruppen unterschieden werden. Das selbsterklärte primäre Ziel der Männerrechtsbewegung ist die Beseitigung von Diskriminierung und sozialen Normen, die Männer unterdrücken würden. Zu den Pick-Up Artists herrscht (obwohl sich ihre Philosophie weitestgehend gleicht) eine feindschaftliche Beziehung; Mitglieder der Männerrechtsbewegung werfen ihnen Gynozentrismus vor und dass diese Frauen zu mehr Macht verhelfen würden. Die MGTOW begann als überwiegend libertäre Bewegung und lehnt einen starken Staat ab, weshalb sie sich von der Männerrechtsbewegung abspaltete. Mitunter wird die Bewegung aber auch der Männerrechtsbewegung zugerechnet und viele MGTOW fanden durch die Männerrechtsbewegung zu MGTOW, wo sich ähnliche Diskurse identifizieren lassen. Laut der Journalistin Susanne Kaiser diente die Täter-Opfer-Umkehr der Männerrechtsbewegung später innerhalb der Manosphäre zur Legitimation von Gewalt.
Die Männerrechtsbewegung ist inklusiver als die anderen Bewegungen der Manosphere, wird auch von Frauen und homosexuellen Männer unterstützt und hat den geringsten Anteil (76 %) weißer Männer innerhalb der Manosphere. A Voice For Men, einer der wichtigsten Seiten der Männerrechtsbewegung, richtet sich auch an nichtweiße Männer und behauptet, Weiße und Schwarze würden auf ähnliche Weise unter dem Feminismus leiden, jedoch wurde der Seite White-Supremacy-Rhetorik vorgeworfen, da sich die Mitglieder anmaßen würden, über die Erfahrung von farbigen Menschen zu urteilen.
Es kommt zudem zu Überlappungen zwischen Männerrechts-Communities und der Alt-Right und anderen reaktionären Bewegungen. Insbesondere in der gegen Political Correctness gerichteten Rhetorik und der Betonung männlicher Identität innerhalb der Alt-Right finden sich Parallelen zur Rhetorik der Männerrechtsbewegung. Ein Beispiel für eine personelle Überlappung mit den politisch Rechten ist der amerikanische Nationalist Christopher Cantwell, der Beiträge auf der Seite A Voice For Men schreib.
Die Männerrechtsbewegung in den USA – aber auch in Europa – bildet neben den christlichen Fundamentalisten und rechtspopulistischen bzw. rechtsextremen Gruppierungen eines der drei Spektren der Anti-Gender-Bewegung.

### Sozioökonomischer Hintergrund
Sozioökonomische Veränderungen in den 1980er und 1990er Jahren haben laut Michael Kimmel das Engagement von Männern für die Geschlechterpolitik begünstigt, die miteinander zusammenhingen: Der Feminismus professionalisierte und institutionalisierte sich, es habe sich eine postfeministische Kultur ausgebreitet und es sei ein neoliberaler Staat entstanden, der Steuern für Reiche und Unternehmen reduzierte, Budgets für soziale Absicherung und Bildung kürzte, den Individualismus zelebrierte und das Primat des Marktes festigte. Kimmel sieht die zunehmende ökonomische Spaltung der US-amerikanischen Gesellschaft und die damit einhergehende psychologische Verunsicherung weißer Männer der Mittelschicht als wichtigen Grund für das Erstarken und die zunehmende Aggressivität der Männerrechtsbewegung.
Kimmel spricht darüber hinaus vom „Ende einer Ära“ unhinterfragter männlicher Machtansprüche und verwendet den Begriff „aggrieved entitlement“ (dt. „gekränkte Anspruchshaltung“) um die unter weißen amerikanischen Männern verbreitete Wut zu erklären. Auch die veraltete Scheidungs- und Sorgerechtsgesetzgebung in den USA habe die Männerrechtsbewegung angetrieben. Selbst wenn es sich dabei nicht um eine von der Bewegung insinuierte feministisch inspirierte Verschwörung handle, sei ihr Reformanliegen in dieser Hinsicht nicht ungerechtfertigt. Als dritten Grund für das Erstarken der Bewegung sieht er das Internet als Raum, in dem sich Männerrechtsaktivisten in Echokammern radikalisierten.

### Rezeption
Die Männerrechtsbewegung wird von vielen Autoren als eine Bewegung verstanden, die sich in Form eines Backlash oder einer Gegenbewegung gegen den Feminismus positioniert und eine Reihe verschiedener Standpunkte vertrete, denen die Feindseligkeit gegenüber dem Feminismus gemeinsam sei. Bob Lingard et al. zufolge engagierten sich in den 1980er und 90er Jahren Männerrechtsaktivisten in den Vereinigten Staaten gegen von Feministinnen angestrebte gesellschaftliche Veränderungen und verteidigten eine traditionelle Geschlechterordnung im Berufsleben, im Bildungssystem und in der Familie. Bob Lingard und Peter Douglas differenzieren jedoch und merken an, dass nicht die gesamte Männerrechtsbewegung als nichts weiter als ein Backlash gegen den Feminismus aufgefasst werden könne und verweisen auf die eher linken Flügel der Bewegung, die sich selbsterklärtermaßen der „wahren Gleichstellung beider Geschlechter“ verpflichtet sehen. Kenneth Clatterbaugh hält die Beschreibung der Bewegung als antifeministisch für eine zu starke Vereinfachung. Zwar würden die meisten Ziele des Feminismus abgelehnt, er sieht jedoch auch bei den Männerrechtsaktivisten eine Ablehnung traditioneller konservativer Geschlechterrollen, was aber im Unterschied zum Feminismus mit der Begründung erfolge, diese würden Frauen Macht über Männer geben.
Michael Kimmel beschreibt die Männerrechtsbewegung in den USA als „Randbewegung von traurigen und wütenden weißen Mittelklasse-Männern, die darüber jammern, wie schwer sie es haben“. Frauen, insbesondere Feministinnen, würden von ihnen für alle Probleme verantwortlich gemacht, die Männer zu haben scheinen. Zusammen mit Bethany M. Coston betont Kimmel jedoch, dass anerkannt werden müsse, dass viele Männer in der Tat unter den vorherrschenden Männlichkeitidealen sowie ökonomischen Rahmenbedingungen (wie den Folgen der Finanzkrise) leiden. Allerdings sei die Analyse zurückzuweisen, wonach Frauen für diese Probleme verantwortlich seinen.
Für David Benatar sind die Männerrechtler äquivalent zu parteiischen Feministen, da sie genauso wie selbige nur an der Förderung der Interessen und Rechte des eigenen Geschlechtes interessiert seien.
Auch Michael Messner sieht die Männerrechtsbewegung als einen antifeministischen Backlash. Er kritisiert, dass Männerrechtler anerkannte soziologische, psychologische, und ökonomische Studien missachteten und auf der Grundlage von anekdotischer Evidenz und fragwürdigen Studien eine Ideologie männlicher Viktimisierung entwickelten. Männerrechtler behaupteten, Männer seien das unterdrückte Geschlecht. Diese „Realitätsumdeutung“ sei z. B. an Warren Farrells Behauptung, männliche Vorgesetzte würden durch ihre Sekretärinnen und deren „Macht des Minirocks“ („miniskirt power“) unterdrückt, sichtbar.
Die Geschlechterforscherin Christa Hodapp betonte 2017, dass das Bild vom Feminismus als männerhassend und nur an einseitiger Gleichstellung interessiert, das von der Männerrechtsbewegung gezeichnet werde, vor allem auf veralteten und überholten Versionen des Feminismus basiere (insbesondere aus der zweiten Welle). Der Feminismus in seiner Gesamtheit als solchen zu charakterisieren sei jedoch ein Strohmann-Argument. Dennoch seien auch heute diese problematischen Tendenzen des Feminismus noch anzutreffen, insbesondere im weniger akademischen bzw. Mainstream-Bereich. Daher müsse auf die Männerrechtsbewegung mit „kritischer Selbstreflektion“ reagiert werden. Sie rät beispielsweise dazu, Sexismus vor allem als eine Form systemischer bzw. struktureller Vorherrschaft zu begreifen, anstatt als ein Problem mit individuellen Männern, und anzuerkennen, dass auch Männer unter diesen Strukturen leiden können.
Das Southern Poverty Law Center kritisiert Organisationen der Männerrechtsbewegung, darunter die National Coalition for Men, dass diese Statistiken verzerren und eine falsche Äquivalenz zwischen der Unterdrückung von Männern und Frauen herstellen würden. Diese Organisationen würden jedoch außer Frauen zu beschuldigen, wenig tun, um Männern zu helfen. 2012 betonte das SPLC als Reaktion auf einen Bericht über Frauenhass in der Männerrechtlerszene: „Es sollte erwähnt werden, dass die SPLC die MRAs [Men’s Rights Activists] nicht als Mitglieder einer Hassbewegung bezeichnete; ebenso wenig behauptete unser Artikel, dass die Beschwerden, die sie auf ihren Websites äußern – falsche Vergewaltigungsvorwürfe, ruinöse Scheidungsvereinbarungen und Ähnliches – allesamt unbegründet seien. Aber wir haben konkrete Beispiele für Frauenfeindlichkeit und die offene oder implizite Androhung von Gewalt benannt.“ Das SPLC stufte A Voice for Men erstmals 2018 als „Hate-Group“ ein.
Die Anti-Defamation League sieht eine Allianz zwischen Incels, der Männerrechtsbewegung, Pick-Up Artists und weißen Suprematisten, die durch ähnliche „Paranoia“ verbunden sei und potenziell zu Gewalt führe. Auch der Journalist David Futrelle sieht enge Ähnlichkeiten zwischen der Rhetorik der Alt-Right und der Männerrechtsbewegung.

## Männerrechtsbewegung im deutschsprachigen Raum
Im deutschsprachigen Raum sammeln sich die Akteure unter den Begriffen Antifeministen, Maskulisten und Männerrechtler. Ihr Gedankengut findet sich unter anderem in Büchern wie Frauen und Kinder zuerst. Denkblockade Feminismus. Eine Streitschrift. (2000) von Paul-Hermann Gruner, Sind Frauen bessere Menschen? (2001), Männerbeben (2007) und Rettet unsere Söhne (2009) von Arne Hoffmann oder Das bevorzugte Geschlecht von Martin van Creveld (2003). Hinrich Rosenbrock kommt zum Ergebnis, dass die antifeministische Männerrechtsbewegung im deutschsprachigen Raum keine soziale Bewegung in der Definition der Bewegungsforscher um Dieter Rucht darstellt. Als Gründe hierfür nennt er die relativ geringe Masse, das eingeschränkte Mobilisierungspotenzial, das Fehlen einer gemeinsamen Vergangenheitskonstruktion und einer gesamtgesellschaftlichen Analyse. Die Ziele der antifeministischen Männerrechtler fasst Hinrich Rosenbrock folgendermaßen zusammen: „Es geht den Akteuren – und das sind nicht nur Männer – um die Stärkung oder zumindest den Erhalt männlicher Vorrechte und das Zurückdrängen feministischer Argumentationen bzw. Institutionen.“

### Akteure und Aktionsformen
Die neuen antifeministischen Männerrechtsgruppierungen präsentieren sich heterogen, sind jedoch personell und strukturell gut vernetzt. Da sie auf dem Buchmarkt und in den Printmedien relativ wenig Beachtung finden, sind Online-Foren, Vereins-Websites und Blogs die wichtigsten Diskussions- und Verbreitungsmedien.
Von 2010 bis 2012 fanden drei Antifeminismus-Treffen von Männerrechtlern statt. Sie fanden außerhalb der antifeministischen Kreise kaum Resonanz. Von wissenschaftlichen und politischen Einrichtungen sowie von den Medien werden Organisationen der antifeministischen Männerrechtler wie Agens und MANNdat gemieden. Als Begründung wird von den Organisatoren eine einseitige Sichtweise der Medien angeführt.

#### Deutschland
Seit 2001 werden im Internet das Forum WGvdL (Abkürzung für: Wie viel Gleichberechtigung verträgt das Land?), das Femokratie-Blog und seit 2009 das (gemäß Impressum der Website) von Joel Castro betriebene antifeministische und frauenfeindliche Wiki-Projekt WikiMANNia, laut Kathleen Hildebrand und Andreas Kemper ein „Hetzportal“, betrieben. Die Impressen von WikiMANNia und WGvdL verweisen auf eine fiktive Adresse in der Nord-Türkei. Beide Seiten greifen auf den Service internationaler Provider zurück, die darauf spezialisiert seien, illegale und strafbare Inhalte zu hosten. Auf diese Weise hätten sich die Betreiber und Benutzer bisher trotz „Verharmlosung des Nationalsozialismus, Urheberrechtsverletzungen, Drohungen, Rassismus, gepaart mit Chauvinismus und Sexismus“ juristischer Verfolgung entziehen können. Laut Hinrich Rosenbrock ist WGvdL die bestbesuchte Website der antifeministischen Männerrechtsbewegung. Die deutsche Domain von WikiMANNia wurde 2020 durch die Bundesprüfstelle für jugendgefährdende Medien indiziert. Am 5. Oktober 2023 wurde auch die gesamte österreichische Subdomain unbeschadet strafrechtlicher Verantwortlichkeit für jugendgefährdend erklärt und ihre Zugänglichmachung an Minderjährige untersagt.
2004 gründete der Unternehmer Eugen Maus den Verein MANNdat mit dem Forum männerrechte, der zum gemäßigteren Flügel zählt. Zu den Mitgliedern gehören Arne Hoffmann, der in Genderama bloggt, und Michail Savvakis, der bis zum 12. Dezember 2012 die Website Der Maskulist betrieb. Publikationsplattformen von MANNdat sind auch Die Freie Welt und streitbar.eu. Themen des Vereins sind Benachteiligungen von Männern und Antifeminismus, wobei der Verein ein traditionelles Männlichkeitsbild vertritt. MANNdat sieht sich als eigenständiger Akteur der Männerrechtsbewegung, ist aber mit anderen Gruppen vernetzt. Offizielle Kooperationen gab es mit der AG Männer der Piratenpartei, dem Verein Freimann, der Webjungs Beratungs- und Infozentrale und dem Geschlechterdemokratie-Blog von Monika Ebeling. Eine offizielle Kooperation mit extremeren Akteuren der antifeministischen Männerrechtsbewegung, die nicht immer auf dem Boden der Verfassung stehen, lehnt Eugen Maus ab und er kritisiert diese öffentlich. Dennoch gibt es laut Hinrich Rosenbrock im Hintergrund punktuelle Verbindungen bei einzelnen Themen auch zu Interessengemeinschaft Antifeminismus und zu WGvdL, die den Gleichheitsgrundsatz nicht beachteten und teilweise zu Gewalt aufriefen. Eugen Maus wird von Rosenbrock auch als überzeugter Antifeminist bewertet.
Seit Ende 2009 existiert der Verein Agens, dem das Buchprojekt Befreiungsbewegung für Männer von Eckhard Kuhla und Paul-Hermann Gruner vorangegangen war. Mitglieder sind unter anderem Gerhard Amendt, Claudia Fischer, Beate Kricheldorf, Karl-Heinz van Lier und Arne Hoffmann. 2011 wurde Monika Ebeling, ehemalige Gleichstellungsbeauftragte von Goslar, Mitglied bei Agens, aus dem sie im selben Jahr wieder austrat.
In Deutschland existiert zudem der Verein Forum Soziale Inklusion, der sich laut eigenen Aussagen besonders für Männer- und Väterrechte einsetzt und zur Männerrechtsbewegung gehört. Dieser wird 2021 vom Bundesministerium für Familie, Senioren, Frauen und Jugend mit 400.000 Euro finanziell gefördert. Das SPD-geführte Ministerium, das an der Förderentscheidung nicht direkt beteiligt war, äußerte sich kritisch zur Förderung und verwies auf eine „antifeministische Haltung“. Patricia Hecht, Genderredakteurin der taz, berichtete ebenfalls kritisch und bezeichnete den Verein als antifeministisch. Sie bezieht sich dabei unter anderem auf Andreas Kemper, Ulle Schauws von den Grünen und Dag Schölper vom profeministischen Bundesforum Männer. Florian Oßner, dessen Fraktion den Antrag eingebracht hatte, bewertet Forum Soziale Inklusion hingegen als einen von „vielen gemeinnützigen Vereine[n]“, der dabei unterstütze, „Familien- und Erwerbsarbeit partnerschaftlich und gleichberechtigt zu teilen“. Andreas Kemper sieht die Förderung als Ergebnis eines gelungenen Versuchs etablierter antifeministischer Akteure, durch ein moderates Auftreten Politik und Wissenschaft zu täuschen.

#### Schweiz
Die IG Antifeminismus veranstaltete von 2010 bis 2012 jährlich ein Internationales Antifeminismus-Treffen, an dem jeweils rund 100 Personen, vorwiegend Männer zwischen 40 und 60 Jahren, teilnahmen. Von der IG Antifeminismus abgespalten hat sich die Organisation Subitas, die früher als Männerpartei auftrat und sich gemäßigter gibt. Die Männerpartei holte bei den nationalen Parlamentswahlen 2011 nur 0,01 Prozent der Stimmen. Die IGAF wiederum ist gut vernetzt mit antifeministischen Websites und Foren wie Die Söhne von Perseus (sonsofperseus, betrieben von manifold) und papanews sowie mit antifeministischen Meinungsmachern im ganzen deutschen Sprachraum. Laut Rosenbrock sieht sonsofperseus/manifold den Mann als Kämpfer gegen eine weibliche/feministische Übermacht und spricht feministischen Männern ihre Menschlichkeit ab. Er vertrete ein abwertendes Frauenbild, das sich mitunter zu Vernichtungsfantasien steigere.

### Vorkommen in den Medien
Eine Kontroverse entstand 2009, nachdem der Soziologe und Männerrechtler Gerhard Amendt in einem Artikel in der Tageszeitung Die Welt Frauenhäuser als „Orte des politisch motivierten institutionalisierten Männerhasses“ bezeichnete und ihren Ersatz durch „Familienhäuser“ forderte, in denen von häuslicher Gewalt Betroffene jeden Geschlechts Zuflucht finden sollten. Dabei behauptete Amendt, häusliche Gewalt ginge gleichermaßen von Frauen wie von Männern aus, in Frauenhäusern dagegen würde eine Ideologie vertreten, wonach Männer Gewalttäter und Frauen Gewaltlose seien.
Maskulistische Positionen werden seit 2003 von dem Journalisten Michael Klonovsky im Magazin Focus vertreten. Klonovsky stützte sich zum Beispiel in einem Artikel auf die Schriften von Arne Hoffmann und des Historikers Martin van Creveld und argumentierte, dass Männer das benachteiligte und Frauen das bevorzugte Geschlecht seien. Das sei zum Beispiel daran ersichtlich, dass Frauen eine durchschnittlich höhere Lebenserwartung haben, Männer mehr und härtere Arbeiten verrichten, häufiger eines gewaltsamen Todes sterben, und mehr Männer als Frauen als Soldaten an Kriegen teilnehmen. Die Junge Freiheit nahm die Argumente 2008 auf und schrieb unter dem Titel Freiheit statt Feminismus! es werde „eine totalitäre Ideologie durch eine auserwählte Truppe Linientreuer von oben nach unten durchgesetzt“.

### Themen und Argumentationsmuster
Michael Meuser charakterisiert den Maskulinismus als schlichte Geschlechterverkehrung des Feminismus: Männer würden als das unterdrückte Geschlecht bezeichnet. Auch laut Thomas Gesterkamp stilisieren Männerrechtler ihr Geschlecht pauschal zum Opfer in nahezu jeder Lebenslage. Ob in der Arbeitswelt, im Bildungswesen oder beim Scheidungsrecht: nach ihrer Lesart seien Männer „verunsichert und stecken in der Identitätskrise, weil sie durch Frauenförderung und einen ‚übertriebenen Feminismus‘ diskriminiert würden.“ „Überall verwenden Männerrechtler ein plattes Gewinner-Verlierer-Schema, das an Selbstviktimisierung grenzt. Frauenförderung und Gender-Mainstreaming verschärfen nach dieser Lesart die Diskriminierung von Männern. Die Klage, „Männerbenachteiligung“ sei in den Medien kein Thema, wird dabei selbst zum Bestandteil des Opferdiskurses.“ Zentrale Thesen im Opferdiskurs sind u. a.: Trennungsvätern würden ihre Kinder entzogen, Jungen seien Verlierer in einem für Mädchen optimierten Bildungssystem, nur Männer müssen zum Militär, Frauen seien ebenso gewalttätig wie Männer, Männerarbeitslosigkeit steige, Männergesundheit werde vernachlässigt. Dieser Opferdiskurs arbeitet laut Judith Goetz und dem Autor*innenkollektiv Feministische Intervention „nicht selten mit vermeintlichen Tabubrüchen, die sich gegen ,politische Korrektheit‘ (PC) richten“, um Aufmerksamkeit zu erhaschen.
Nach Meinung von Walter Hollstein thematisiere die Männerrechtsbewegung Problembereiche, die die pro-feministischen Männergruppen vernachlässigt hätten, wie das Sorge- und Scheidungsrecht, die „defizitäre Gesundheitsversorgung von Männern“, eine angebliche „Feminisierung der Erziehung“ oder ein „einseitiges Verständnis von Gender Mainstreaming“. Hinrich Rosenbrock merkt an, dass sich die männliche Opferideologie zumindest so weit mit der feministischen Entwicklung auseinandergesetzt habe, dass sie erkannt hat, dass der Hinweis auf Benachteiligungen und das Einfordern von Rechten ein potenziell wirkmächtiger Diskurs ist. Dies sei immerhin leicht positiv zu bewerten, da das Aussprechen von spezifisch männlicher Benachteiligung zumindest teilweise die Überwindung traditioneller Männlichkeitsvorstellungen erfordere.
Maskulisten bestreiten, dass es eine auf Diskriminierung beruhende Lohndifferenz zwischen den Geschlechtern gebe (Gender-Pay-Gap) und dass die schlechtere Bezahlung von Frauen Diskriminierung sei. Die Forderung, für mehr Entgeltgleichheit zu sorgen, wird bestritten. Nach ihrer Auffassung ist die Lohndifferenz legitim, weil Männer anstrengendere Berufe ausüben, tendenziell mehr arbeiten und die Erwerbsbiographie von Frauen mehr Brüche enthalte. Dass Frauen auf Grund gesellschaftlicher Gegebenheiten (z. B. fehlender Kinderbetreuungsplätze) geschlechtstypische Rollen wie Zuverdienerin oder unentgeltliche Sorgearbeiterin einnehmen, wird auf deren freiwillige Entscheidung zurückgeführt.
Auch das Schlagwort Missbrauch mit dem Missbrauch wurde von maskulistischen Gruppen aufgegriffen, demnach Vergewaltigungsklagen häufig auf falschen Beschuldigungen basierten und Frauen den Missbrauchsvorwurf in Unterhaltsprozessen häufig einsetzten.
Zur Frage, welchen Stellenwert homophobe Diskurse in der Männerrechtsbewegung haben, stellte Rosenbrock fest, dass diese nicht konstituierend für die Bewegung seien, aber doch „relativ häufig“ vorkämen. So würde weibliche Homosexualität von großen Teilen der Bewegung abgelehnt, lesbische Frauen würden mit Feministinnen gleichgesetzt. Ein in diesem Zusammenhang häufig verwendeter Begriff ist „Femilesben“ und es wird davon ausgegangen, dass homosexuelle Frauen männerhassend seien. Männliche Homosexualität wird abgewertet, laut Hinrich Rosenbrock die Folge einer Logik, die eine starke, auf Heterosexualität aufbauende Männlichkeit propagiert. Angeblich weiblich wirkende Männlichkeit wird ebenfalls verurteilt und Männer, die mit dem Feminismus vermeintlich oder tatsächlich sympathisieren, werden verächtlich als „lila Pudel“ bezeichnet.
Emanzipatorische Begriffe wie „Befreiung“ oder „Geschlechterdemokratie“ werden von Männerrechtlern, so Thomas Gesterkamp, in ihrem Sinne umgedeutet. „Nach dem Muster der US-amerikanischen Tea Party präsentieren sie sich als Freiheitskämpfer und Bewahrer von Bürgerrechten. So trägt der Online-Auftritt freiewelt.net den Untertitel Die Internet- & Blogzeitung für die Zivilgesellschaft; eine andere Publikation nennt sich eigentümlich frei, deren Macher sich als Libertäre betrachten, sprachlich wie personell aber gibt es Überschneidungen zur Jungen Freiheit. Ein wichtiges Argumentationsmuster sind Biologismen […]. Ausgewählte Hinweise auf Hirnforschung oder Verhaltensbiologie untermauern ihre Behauptungen zur Geschlechterdifferenz. […] Den Befürwortern des Gender Mainstreaming wird vorgehalten, eine ‚anthropologische Neutralisierung‘ anzustreben und wissenschaftlich belegte Unterschiede zu leugnen.“
Ein weiteres strukturelles Denkmuster ist ein selektiver Anti-Etatismus. Dabei werden nur solche staatlichen Maßnahmen kritisiert, die der Gleichstellung dienen. Oder es wird vorgebracht, dass die Gleichstellung zum Erreichen staatlicher Ziele schädlich sei.

### Politische Positionierung und Überschneidungen mit anderen Gruppierungen
Wissenschaftler und Publizisten, die sich mit der Männerrechtsbewegung beschäftigt haben, stellen Überschneidungen zu antifeministischen Denkmustern und teilweise auch zu Netzwerken der Extremen Rechten, der Neuen Rechten und einem christlich-fundamentalistischen Spektrum fest. Die Denkmuster tauchen auch in Leitmedien auf, wie unter anderem Focus und Die Welt, und fördern damit den medialen und öffentlichen antifeministischen Diskurs.
Vokabular und Vorgehen von Männerrechtlern, die sich zur Jungenpolitik in Organisationen wie MANNdat, Agens und IGAF sowie den dazugehörenden Foren artikulieren, ähnelten bisweilen rechtsextremistischen Strategien, stellt Reinhard Winter fest. Sie seien nicht zu unterschätzen, weil sie populäre Stimmungen aufgreifen und zuspitzen. Ihre Feindbilder („die“ Feministinnen), Verschwörungstheorien („Gender-Unterwanderung“) und ihre Polemik seien für seriöse Jungenpolitik schädlich. „So werden dramatische Szenarien entworfen, in denen sämtliche Jungen vom Untergang bedroht sind, Frauen Jungen aktiv unterdrücken, Gender-Mainstreaming als Jungen und Männer demütigender Geheimbund die Macht im Land übernommen hat und Frauenbeauftragte über magische Entscheidungsmächte verfügen.“
Nach Thomas Gesterkamp gibt sich die Männerrechtsbewegung freiheitlich, sei aber ihrem Gedankengut nach eher rechtskonservativ. Männerrechtler seien nicht unmittelbar dem rechtsextremen Spektrum zuzuordnen, rückten jedoch mit ihrem Antifeminismus häufig in die Nähe rechter Ideologie. Er betont dabei, dass „eine ‚Entlarvung‘ männerrechtlicher Akteure nach dem Muster der früher üblichen, viel zu schematischen Rechtsextremismusforschung („Guilt by association“) […] zu Trugschlüssen“ führe, denn nicht jeder, der zu einem Rechtsextremen Kontakt hält oder in einer rechtslastigen Zeitschrift publiziert, sei automatisch selber rechtsextrem. In der taz machte Gesterkamp den Maskulismus als bevorzugtes Thema der seit 2009 amtierenden CDU-FDP-Regierung aus. Die Männerbewegung in Deutschland präsentiere sich heterogen. Es gebe geschlechterdialogisch orientierte Verbände, wie das Bundesforum Männer. Dagegen schreckten antifeministische Aktivisten selbst vor Kooperationen mit Rechtsradikalen nicht zurück. „Sie klagen über eine ‚Kaste der Genderfunktionäre‘, deren kulturelle Hegemonie jeden Widerspruch unterdrücke.“ Dies werde flankiert durch breite mediale Kritik am Gender-Mainstreaming, etwa in FAZ, Spiegel, Focus und Stern sowie durch antifeministische Aussagen wie die von Gerhard Amendt. Ähnliche Beiträge fänden sich allerdings auch in der „rechtslastigen Jungen Freiheit“ und in rechtsextremen Blogs.
Eine Analyse der Beiträge im Februar 2010 im Männerrechtsforum Wie viel »Gleichberechtigung« verträgt das Land? hat nach dem Soziologen Andreas Kemper ergeben, dass in diesem Zeitraum alle rechtsextremen Einstellungsmuster, nämlich Nationalismus, Ethnozentrismus, Rassismus, Antisemitismus, Sozialdarwinismus, Verharmlosung des Nationalsozialismus, Befürwortung einer rechtsautoritären Diktatur, sowie Chauvinismus und Sexismus in den Kommentaren bedient wurden.
Zu ähnlichen Ergebnissen kam der Soziologe Hinrich Rosenbrock, der die Internetpräsenz von Männerrechtlern untersuchte, darunter in den Foren von Spiegel Online, FAZ und Die Welt. Er stellte fest, dass Männerrechtler das Internet zur Mobilisierung nutzen und dabei besonders aggressiv vorgehen, um Online-Debatten zum Thema Gleichstellung zu monopolisieren. Rosenbrock fand darüber hinaus eine „gefährliche Offenheit zum Rechtsextremismus“ vor, die sich u. a. darin äußert, dass Männerrechtler in ihren Blogs und Foren auf rechtsextreme Seiten verlinken und in rechtsextremen Medien publizieren oder sich von ihnen interviewen lassen. Insgesamt sei die Bewegung divers. Es werden sowohl rechtspopulistische als auch frauenfeindliche Einstellungen vertreten. Homophobe und rassistische Diskurse seien zwar nicht konstituierend, treten jedoch bei Einzelnen relativ häufig auf. „Ihnen gemein ist, dass sie den Feminismus als männerhassende Ideologie betrachten, die ganz Deutschland beherrscht.“
Mit der politischen Rechten, insbesondere der Neuen Rechten und dem Neonazismus, teilt die Männerrechtsbewegung antifeministische Argumentationsmuster. Die Website free-gender.de, auf die einige Websites der Männerrechtler verlinken und auf der sich Mitglieder und Sympathisanten der rechtsextremen Initiative Raus aus den Köpfen – Genderterror abschaffen treffen, ist ein Beispiel für rechtsextremistischen Antifeminismus. Eine Gemeinsamkeit mit der Neuen Rechten ist die Idealisierung hegemonialer Männlichkeit, wohingegen die männliche Opferideologie, ein wesentliches Merkmal der antifeministischen Männerrechtsbewegung, in der Rechten fast gänzlich unbekannt sei.
Neben den radikalen Vertretern dieser Bewegung sieht die Süddeutsche Zeitung Arne Hoffmann, der sich als linksliberal bezeichnet und einer der bekanntesten Protagonisten der Bewegung sei, als ein Beispiel für deutlich gemäßigtere Männerrechtler. Von diesen radikalen Akteuren, die Hetze im Internet betrieben und die Hoffmann als „Feld-, Wald- und Wiesen-Maskulisten“ bezeichnet, grenzt er sich nach eigenen Aussagen ab.
Walter Hollstein warnte andererseits davor, alle Autoren, Wissenschaftler und Institutionen, die „Vorbehalte gegen den Feminismus geäußert haben“, in den „braunen Sumpf“ zu werfen. Dies sei auch eine „gefährliche Verniedlichung des wirklichen Rechtsextremismus“.

### Kritik
Über die Maskulisten, MANNdat und Agens sagte Martin Rosowski, Vorsitzender des Bundesforums Männer, in dem sich 29 Männervereine zusammengeschlossen haben, in einem Interview mit der Zeitschrift Emma (2011): „Da wird eine unglaubliche Frauenfeindlichkeit verbreitet, die sich jetzt auch gegen uns gleichstellungsorientierte Männer richtet. Was da zum Teil geschrieben wird, ist menschenverachtend, ja gewalttätig. Und es hat uns maßlos geärgert, dass die Medien, seit das Männerthema hochkocht, nicht zur Kenntnis genommen haben, dass es auch Männer wie uns gibt. Stattdessen kommen immer nur die Altmeister der biologistischen Männertheorie wie Gerhard Amendt oder Walter Hollstein zu Wort.“ In einem Offenen Brief vom Oktober 2012 distanzierte sich das Bundesforum Männer deutlich von der Männerrechtsbewegung.
Rolf Pohl kritisiert vor allem eine „immer unverblümter auftretende, streckenweise feindselig aufgeladene Abwehr gegen Frauen und Mütter“ der Männer- und Väterrechtler. Ihre Klagen verklärten die Männer- und Väterrechtler oftmals als emanzipatorischen, gegen den feministischen Mainstream gerichteten Tabubruch. Ferner schreibt Pohl, dass Männerrechtler historische Kontexte systematisch vernachlässigten oder umdeuteten, soziologische Differenzierungen, Theorien und Kontroversen der neueren Geschlechterforschung ignorierten und jede kritische Auseinandersetzung mit gesellschaftlichen Ungleichheiten auf das Weltbild eines die Männer beherrschenden und unterdrückenden Feminats verkürzten. Besonders auffällig sei der fast durchgängig „polemische Stil, ein aggressiver Anklagegestus und eine projektiv erzeugte, von starken Affekten begleitete Feindbildkonstruktion.“
Markus Theunert, von 2005 bis 2015 Präsident des Dachverbandes Schweizer Männer- und Väterorganisationen männer.ch, schrieb in der Neuen Zürcher Zeitung über antifeministisch ausgerichtete Bewegungen wie die IGAF Schweiz: „Der Antifeminismus ist eine Ideologie mit totalitären Zügen, die eine eindimensionale Sündenbock-Politik betreibt, indem sie eine andere Weltanschauung mit Ideologie-Potenzial, den Feminismus, für so ziemlich alles erdenkliche Übel dieser Welt verantwortlich macht und dabei Menschen wie Institutionen systematisch diffamiert.“ Ideologischer Feminismus und Antifeminismus seien „die beiden Seiten der gleichen Münze: These und Antithese eines Benachteiligungs-Diskurses, der unterstellt, dass es dem einen Geschlecht auf Kosten des anderen besser gehe – und damit in die Sackgasse führt.“
Thomas Gesterkamp lehnte 2013 die Männerrechtsbewegung, die er als antifeministisch kennzeichnet, als einen „Irrweg“ ab. Stattdessen plädierte er für eine Männerpolitik „jenseits von Feminismus und Antifeminismus“, die sich auch nicht bloß auf ein Appendix der Frauenpolitik und Frauenförderung reduzieren lassen dürfe.